# Eric Piatkowski
Pour les articles homonymes, voir Piatkowski.
Eric Piatkowski, né le 30 septembre 1970, à Steubenville, dans l'Ohio, est un ancien joueur américain de basket-ball. Il évoluait au poste d'ailier.